# درباره شهروند
درباره‌ی شهروند (به زبان لاتین: De Cive) نام کتابی از توماس هابز فیلسوف و اندیشمند انگلیسی است. هابز این کتاب را به زبان لاتین نوشت. این کتاب یکبار در سال ۱۶۴۲ (میلادی) در پاریس و بار دیگر در سال ۱۶۴۷ (میلادی) در آمستردام چاپ شد. ترجمه‌ی انگلیسی آن در سال ۱۶۵۱ (میلادی) در لندن منتشر شد. 
هابز عبارت مشهور بللوم امنیوم کنترا امنس نخستین بار در این کتاب بکار برد.